# 小行星3102
小行星3102（3102 Krok）是一颗围绕太阳公转的小行星。1981年8月21日，拉迪斯拉夫·布羅傑克在克萊季发现了此天体。
該小行星以捷克傳說的統治者克洛克公爵命名。
这颗小行星的绝对星等为154.4579417156224等。